# La Loma (Granada)
La Loma es una localidad española del municipio de Albuñuelas, perteneciente a la provincia de Granada, en la comunidad de Andalucía. Está situada en la parte centro-sur del Valle de Lecrín. Cerca de esta localidad se encuentran los núcleos de Saleres, Restábal y Melegís.

## Demografía
Según el Instituto Nacional de Estadística de España, en el año 2010 La Loma contaba con 111 habitantes censados.